# نيكولاس بورغس فاريل
نيكولاس بورغس فاريل (بالإنجليزية: Nicholas Burgess Farrell)‏ هو صحفي بريطاني، ولد في 2 أكتوبر 1958.